# Castillo de Będzin
El Castillo de Będzin, ubicado en Będzin en del Sur de Polonia, es una fortaleza medieval construida en la mitad del siglo XIV por Casimiro el Grande en el sistema de los llamados Nidos de Águila de la Pequeña Polonia, a 4,5 km de la frontera con Silesia, en una colina sobre el río Czarna Przemsza. Fue destruido varias veces y reconstruido, la última vez en 1956.

## Historia
La historia de las fortificaciones en Będzin se remonta al siglo IX. Ya en ese momento, se construyó un castillo en la colina del castillo, probablemente perteneciente a la tribu de Vistulanos o su rama occidental. El castillo fue ampliado varias veces: por ejemplo, en lugar de la empalizada original, se construyó el muro exterior del subcastillo que existe hasta hoy, y el muro interior del subcastillo se niveló para establecer un cementerio cristiano temprano (siglo XII)

## Arquitectura
En la segunda mitad del siglo XIII, probablemente durante el reinado de Boleslao V el Casto, se construyó una torre de piedra dentro del castillo, que todavía existe hoy¹. En 1349, Casimiro el Grande añadió a la fortificación existente, que inicialmente consistía en un castillo superior (esta parte, después de las reformas, todavía existe hoy) rodeado por dos anillos de muros, y un castillo inferior, con una entrada desde el norte (hoy en día, las partes inferiores de los muros todavía existen).

## Importancia Cultural
El Castillo de Będzin es uno de los pocos recuerdos que quedan en nuestro país de los tiempos de Casimiro el Grande⁵. La construcción del castillo estuvo estrechamente relacionada con la pérdida de Silesia y su paso al dominio checo (1348) - la frontera entre la Corona de Polonia y Chequia pasaba entonces por la línea de Czarna Przemsza, es decir, al pie del castillo.
El castillo está abierto para visitas desde 1956.  Hoy en día, el Castillo de Będzin es uno de los lugares turísticos más importantes en el voivodato de Silesia Desde el 2013 el sótano del castillo también está disponible para hacer turismo.